# Eimhjellen
Eimhjellen – wieś w zachodniej Norwegii, w okręgu Sogn og Fjordane, w gminie Gloppen. Wieś leży u ujścia rzeki Holteelva, na wschodnim brzegu jeziora Eimhjellevatnet. Eimhjellen znajduje się 45 km na południowy zachód od centrum administracyjnego gminy Sandane i około 13 km na wschód od wsi Solheim.